# 式見
式見（しきみ）は、長崎県長崎市の地域である。旧西彼杵郡式見村。

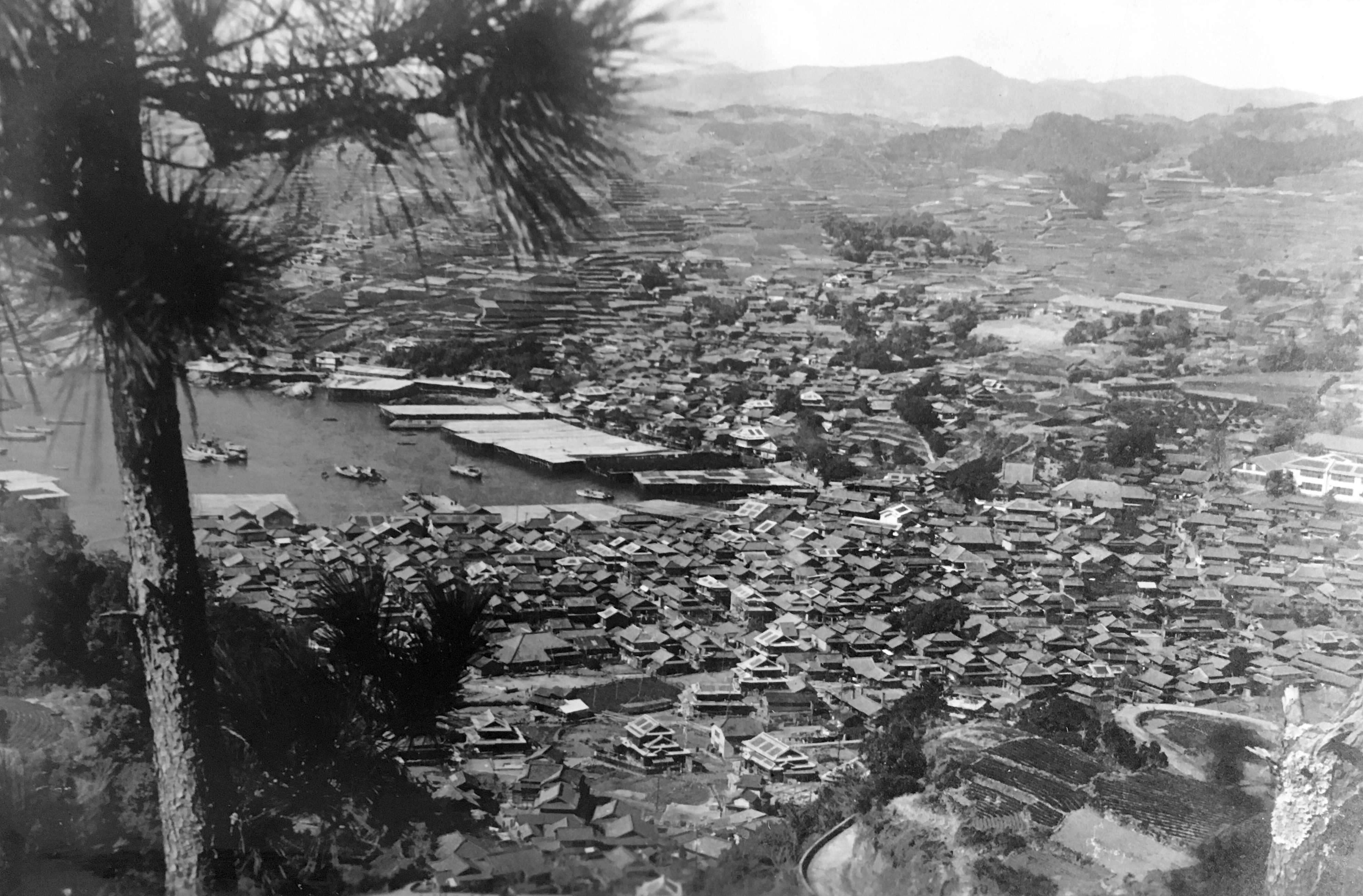
式見港、昭和25年

式見地区（長崎市役所式見地域センター管内）の人口は2,999人（2018年2月末日現在、住民基本台帳）。

## 概要
長崎市西部の角力灘に面した地域である。
1962年1月1日に旧西彼杵郡式見村が編入合併されたことにより長崎市の市域に含まれることになった。
中心部は、市街地からバスが多く乗り入れる静かな港町で、交通の便は比較的良好だが、人口は多くない。

## 町
1962年の長崎市編入以降、1971年までは7郷をそのまま用い、同年、町名設置を実施した。
| 1889年→1962年       | 1971年       | 現在   |
| ------------------- | ------------ | ------ |
| 式見村→長崎市大崎郷 | 長崎市見崎町 | 見崎町 |
| 式見村→長崎市相川郷 | 長崎市相川町 | 相川町 |
| 式見村→長崎市田舎郷 | 長崎市四杖町 | 四杖町 |
| 式見村→長崎市本村郷 | 長崎市式見町 | 式見町 |
| 式見村→長崎市向郷   | 長崎市向町   | 向町   |
| 式見村→長崎市牧野郷 | 長崎市牧野町 | 牧野町 |
| 式見村→長崎市木場郷 | 長崎市園田町 | 園田町 |

### 現在の町
相川町（あいがわ）
漁業地域。相川・中尾の2集落からなる。長崎バスの駐車場がある。相川バス停は市街地方面との間に多数のバスが発着する。
式見町（しきみ）
式見地区の中心部。もともと漁業地域だが、宅地化が進んでいる。式見小学校、市役所式見地域センター、式見郵便局がある。式見漁港を取り囲むような地形。比較的狭小で、向町・四杖町に住宅地が続いている。
園田町（そのだ）
中心部の木場町との同名回避のため改称。字園田による。山間部。
牧野町（まきの）
山間部。棚田があり、また野菜やみかんも作る農業地区。
見崎町（みさき）
茂木の大崎町との同名回避のため改称。町全体が半島状に突出しており、その名の通り岬になっているが、わずかな集落は内陸部にある。
向町（むかえ）
その名の通り、中心部から川を挟んだ向かい側にある。漁業地区。式見町から続く住宅地の一部を形成する。
四杖町（よつえ）
改称の正式な理由は不明だが、「田舎」のイメージを嫌ったという説が有力。字四杖による。麓の方は式見町から続く住宅地の一部を形成する。そこから松崎・中通地区は坂に沿って住宅地が広がる。式見中学校がある。山林部は現在も自治会名・「田舎」地区を名乗っており、山間部である。レジャー施設「あぐりの丘」がある。

## 交通

### 鉄道・バス
- 長崎自動車（長崎バス）

### 道路
- 国道202号
- 長崎県道112号長崎式見港線

## 施設

### 公共
- 長崎市役所式見地域センター[1]

### 教育機関
- 長崎市立式見中学校
- 長崎市立式見小学校